# Афанасьев, Лазарь Андреевич
Лазарь Андреевич Афанасьев, также известен под этническим именем Тэрис (12 января 1952, Вилюйск, ЯАССР — 29 декабря 2017) — якутский публицист и филолог, кандидат филологических наук. Специалист по фоносемантике, лексикографии и терминологии. Является автором ряда научных работ по языку.

## Биография
Родился 12 января 1952 года в городе Вилюйске. В 1983 году окончил Якутский государственный университет.
В 1969—1974 годах трудился на предприятиях Вилюйского улуса. С 1974 по 1976 год служил в армии. В период с 1976 по 1984 год успел поработать плотником, учителем и переводчиком в редакции районной газеты «Путь Октября» в Вилюйском улусе. С 1984 по 1989 год работал лаборантом, старшим лаборантом ИЯЛИ ЯФ СО АН СССР. В 1989 стал младшим научным сотрудником отдела языкознания и был им вплоть до 1993 года. С 1993 по 1999 года был старшим научным сотрудником отдела терминологии. В 1999 стал младшим научным сотрудником, а в 2003 году — научным сотрудником центра изучения современных языковых процессов. В 2004 году стал научным сотрудником ИГИиПМНС СО РАН и был им на протяжении 10 лет, вплоть до 2014 года.
С 1989 года активно занимался общественной деятельностью.
В 1993 году защитил диссертацию по теме «Фоносемантика основ образных слов якутского языка».
В 2000 году стал председателем общественного движения «Саха кэскилэ». При его участии создавались движения «Литератор Якутии» и «Экология души».
Умер 29 декабря 2017 года.